# 新西伯利亚模范交响乐团
新西伯利亚模范交响乐团（俄语：Новосибирский академический симфонический оркестр），簡稱新西伯利亚交响乐团，是一家位于俄罗斯联邦新西伯利亚州首府新西伯利亚的管弦乐团，现任首席指挥兼艺术总监是德国指挥家托马斯·桑德林。
1956年，阿尔诺德·卡茨创办了新西伯利亚交响乐团。阿诺德·卡茨曾荣获苏联人民艺术家称号和俄罗斯国家奖。自乐团成立之日起至2007年1月卡茨逝世，他一直是乐团的首席指挥。乐团曾在多地巡演，受邀参加了列宁格勒白昼音乐节、莫斯科俄罗斯冬日音乐节、伯恩斯坦音乐节、戛纳古典音乐节、斯皮瓦科夫音乐节等诸多音乐节。1982年，乐团获得“模范”称号。
2007年9月，立陶宛指挥家金塔拉斯·林克维秋斯出任乐团首席指挥兼艺术总监。乐团还聘请德国指挥家托马斯·桑德林、意大利指挥家法比奥·马斯特兰杰罗担任首席客座指挥。2017年9月起，托马斯·桑德林担任乐团首席指挥兼艺术总监。
乐团曾与基里尔·康德拉辛、根纳季·罗日杰斯特文斯基、瓦列里·格吉耶夫等俄罗斯知名指挥家合作。
有评论将新西伯利亚模范交响乐团称为俄罗斯除莫斯科和圣彼得堡之外地区实力最强的管弦乐团。也有评论将新西伯利亚交响乐团与俄罗斯国立模范交响乐团、圣彼得堡爱乐交响乐团并列为俄罗斯三大管弦乐团。